# Peter Thomas
Ne doit pas être confondu avec Pete Thomas.
Peter Thomas est un compositeur/arrangeur allemand né à Breslau en Silésie le 1er décembre 1925 et mort le 17 mai 2020 à Lugano en Suisse.

## Biographie
Peter Thomas a, au cours de sa carrière, produit des musiques pour des centaines de films et de séries télévisées. Son œuvre la plus connue est peut-être la bande originale du feuilleton Raumpatrouille parue chez Philips. Un morceau de cette B.O., Bolero On The Moon Rocks, a été utilisé par le groupe britannique Pulp sur le titre This Is Hardcore extrait de l'album du même nom. Il a aussi composé des musiques pour un film de Bruce Lee (The Big Boss). Il est aussi l'auteur de nombreuses pièces musicales pour des productions érotiques. Il est l'un des premiers à faire chanter Donna Summer en lui écrivant l'un de ses premiers singles Black Power en 1969.

## Filmographie
- 1959 : Une fusée vers l'amour (de) (Zurück aus dem Weltall) de Georges Friedland
- 1960 : Flucht nach Berlin de Will Tremper
- 1961 : L'Étrange Comtesse (Die seltsame Gräfin) de Josef von Báky
- 1961 : L'Orchidée rouge (Das Rätsel der roten Orchidee) de Helmuth Ashley
- 1962 : Dites-le avec des fleurs (Ich bin auch nur eine Frau) d'Alfred Weidenmann
- 1962 : La Porte aux sept serrures (Die Tür mit den sieben Schlössern) d'Alfred Vohrer
- 1963 : L'Araignée blanche défie Scotland Yard (Die weiße Spinne) de Harald Reinl
- 1963 : L'Énigme du serpent noir (Der Zinker) d'Alfred Vohrer
- 1963 : Die endlose Nacht de Will Tremper
- 1963 : Le train de Berlin est arrêté (Verspätung in Marienborn) de Rolf Hädrich
- 1963 : Le Foulard indien (Das indische Tuch) d'Alfred Vohrer
- 1963 : Es war mir ein Vergnügen de Imo Moszkowicz
- 1963 : Le Dernier Alibi (Ein Alibi zerbricht) d'Alfred Vohrer
- 1964 : L'Attaque du fourgon postal (Zimmer 13) de Harald Reinl
- 1964 : Deux jours à vivre (de) (Begegnung in Salzburg) de Max Friedmann
- 1964 : Das Wirtshaus von Dartmoor (de) de Rudolf Zehetgruber
- 1964 : La Serrure aux treize secrets (Die Gruft mit dem Rätselschloss) de Franz Josef Gottlieb
- 1964 : Le Défi du Maltais (Der Hexer) d'Alfred Vohrer
- 1964 : L'Agneau (de) (Das Lamm) de Wolfgang Staudte
- 1964 : Das Verrätertor de Freddie Francis
- 1965 : La Case de l'oncle Tom de Géza von Radványi
- 1965 : Le Dernier des Mohicans (Der letzte Mohikaner) de Harald Reinl
- 1965 : Jerry Cotton G-man agent C.I.A. (Schüsse aus dem Geigenkasten) de Fritz Umgelter
- 1965 : Neues vom Hexer d'Alfred Vohrer
- 1965 : Mordnacht in Manhattan de Harald Philipp
- 1965 : Le Moine inquiétant (Der unheimliche Mönch) de Harald Reinl
- 1966 : Ich suche einen Mann d'Alfred Weidenmann
- 1966 : Razzia au F.B.I. (Um null Uhr schnappt die Falle zu) de Harald Philipp
- 1966 : Le congrès s'amuse de Géza von Radványi
- 1966 : Playgirl de Will Tremper
- 1966 : Un cercueil de diamants (Die Rechnung – eiskalt serviert) de Helmuth Ashley
- 1966 : Le Bossu de Londres (Der Bucklige von Soho) d'Alfred Vohrer
- 1966 : Tonnerre sur la frontière (Winnetou und sein Freund Old Firehand) d'Alfred Vohrer
- 1966 : La Planque (The Trygon Factor) de Cyril Frankel
- 1966 : Commando spatial - La Fantastique Aventure du vaisseau Orion (Raumpatrouille – Die phantastischen Abenteuer des Raumschiffes Orion) (série télévisée)
- 1967 : Der Mörderclub von Brooklyn de Werner Jacobs
- 1967 : Le Vampire et le Sang des vierges (Die Schlangengrube und das Pendel) de Harald Reinl
- 1967 : Le Valet de carreau (Jack of Diamonds) de Don Taylor
- 1968 : Le Château des chiens hurlants (Der Hund von Blackwood Castle) d'Alfred Vohrer
- 1968 : Dynamite en soie verte (Dynamit in grüner Seide) de Harald Reinl
- 1968 : La Vengeance du scorpion d'or (Im Banne des Unheimlichen) d'Alfred Vohrer
- 1968 : Le Mariage parfait (Van de Velde: Die vollkommene Ehe) de Franz Josef Gottlieb
- 1968 : L'Homme à la Jaguar rouge (Der Tod im roten Jaguar) de Harald Reinl
- 1968 : Der Gorilla von Soho (de) d'Alfred Vohrer
- 1968 : Ces diables de collégiens (de) de Werner Jacobs
- 1969 : L'Homme à l'œil de vere (Der Mann mit dem Glasauge) d'Alfred Vohrer
- 1969 : Feux croisés sur Broadway (Todesschüsse am Broadway) de Harald Reinl
- 1969 : Pour le meilleur et pour le pire (Van de Velde: Das Leben zu zweit – Sexualität in der Ehe) de Franz Josef Gottlieb
- 1970 : Ces messieurs aux gilets blancs (Die Herren mit der weißen Weste) de Wolfgang Staudte
- 1970 : Unter den Dächern von St. Pauli (de) d'Alfred Weidenmann
- 1970 : Som hon bäddar får han ligga (sv) de Gunnar Höglund (en)
- 1970 : Présence des extraterrestres (en) (Erinnerungen an die Zukunft) de Harald Reinl
- 1970 : Une pucelle en or (de) (Hilfe, mich liebt eine Jungfrau) d'Arthur Maria Rabenalt
- 1970 : O Happy Day (de) de Zbyněk Brynych
- 1970 : Engel, die ihre Flügel verbrennen (de) de Zbyněk Brynych
- 1970 : Les Mantes religieuses (Die Weibchen) de Zbyněk Brynych
- 1971 : La Morte de la Tamise (Die Tote aus der Themse) de Harald Philipp
- 1971 : The Big Boss (Die Todesfaust des Cheng Li, 1973) de Lo Wei
- 1972 : Der Stoff aus dem die Träume sind (de) d'Alfred Vohrer
- 1974 : Drei Männer im Schnee d'Alfred Vohrer
- 1976 : Erich von Däniken: Botschaft der Götter (de) de Harald Reinl
- 1979 : La Percée d'Avranches (Steiner – Das Eiserne Kreuz II) d'Andrew V. McLaglen